# Umarga
Umarga é uma cidade  no distrito de Osmanabad, no estado indiano de Maharashtra.

## Geografia
Umarga está localizada a 17° 50′ N, 76° 37′ L. Tem uma altitude média de 572 metros (1876 pés).

## Demografia
Segundo o censo de 2001, Umarga tinha uma população de 30,183 habitantes. Os indivíduos do sexo masculino constituem 52% da população e os do sexo feminino 48%. Umarga tem uma taxa de literacia de 67%, superior à média nacional de 59.5%: a literacia no sexo masculino é de 75% e no sexo feminino é de 58%. Em Umarga, 15% da população está abaixo dos 6 anos de idade.